# Casaletto Vaprio
Casaletto Vaprio (lombardul: Casalèt) település Olaszországban, Lombardia régióban, Cremona megyében. Lakosainak száma 1768 fő (2023. január 1.). Casaletto Vaprio Campagnola Cremasca, Capralba, Cremosano, Quintano és Trescore Cremasco községekkel határos.

## Népesség
A település népességének változása:
| Lakosok száma | 1783 | 1773 | 1769 | 1768 |
|               | 2013 | 2017 | 2018 | 2023 |